# Пура
Пура (на испански: puro или cigarro в Куба е цилиндрично тяло от плътно опакован изсушен и ферментирал тютюн. Пурата е значително по-голяма от цигарата. Пали се от единия край и димът се вдишва от другия. Едни от най-големите производители на тютюн за пури са Бразилия, Камерун, Куба, Хондурас, Мексико и Никарагуа. Много хора считат, че кубинските пури са с най-доброто качество. Повечето от тях имат приятен аромат.
Пурите са пренесени в Европа благодарение на експедицията на Христофор Колумб. Счита се,че първият човек,запалил пура в Европа е Don Rodrigo de Jerez, който при завръщането си в Испания през 1493 г. е донесъл този навик придобит от таино индианците в Куба. След като го видeли, веднага е бил арестуван и съден от Инквизицията, защото "само дяволът е можел да изкарва пушек през устата". Според някои е изгорен на клада за това,а според други,освободен седем години по-късно, когато този навик е вече бил широко разпространен в Европа. През 19 век пурите стават много популярни, докато цигарите са все още рядкост.

## Части на пурата и видове тютюневи листа
Пурата се състои от три вида листа с различни характеристики и следователно те изпълняват много специфични функции.  Тези листа, отвън навътре, получават следните имена:
- Обвивка ("capa" исп.)
- Свързващ елемент ("capote" исп.)
- Пълнеж ("tripa"или "relleno" исп.)

За направата на обвивката се използва изключително лист тип корохо ("corojo" исп). За направата на свързващия елемент и пълнежа се използва лист криойо или креол ("criollo" исп.)

### За обвивката от Корохо (El corojo)
Това е хибридно тютюнево растение, което се използва специално за обвивка  и носи името си от прочутата плантация "el corojo", където семето му е разработено от холандски генетик през 1948 г. Оттогава до наши дни са постигнати различни разновидности на този тютюн за обвивка, произведени от сорта Corojo, като Havana 2000, които се използват в Куба, Никарагуа, Хондурас, Еквадор и Доминиканската република. Corojo 92, corojo 98 и corojo 99, различни щамове, които с времето са подобрили своето качество и устойчивост.
Кубинските обвивки са считани за едни от най-добрите, са потомци на сорта corojo, в Куба го използват само за техните пури(не го продават). Характеризират се с това, че са тънки и еластични, с много аромат (сладък, така че се съчетават перфектно с аромата на кубинския тютюн за пълнеж) и с голямо разнообразие от цветове, които могат да варират от светли до червени и узрели.  Листът за обвивка трябва да бъде: с тънки и кадифени листове, с размер не по-малък от 40 X 20 cm, с малко жилки, отлична горимост, лек и равномерен цвят и високо съдържание на етерични масла или смола, които позволяват адекватна еластичност.

### За пълнежа и криойо или Креол (El Criollo)
Креолът на слънце (Criollo al Sol) се използва за направата на свързващия елемент и за пълнеж. За предпочитане се получава от листа, отглеждани при пълно излагане на слънце, въпреки че за тази цел се използват и някои покрити тютюневи листа, които не се класифицират като обвивки.От креола се получават 4 от 5 -те вида листа, които се намесват в състава на една пура и произхождат от разнообразието от вкусове, присъстващи в различните марки;  Креолското растение е единственият типичен сорт истински кубински тютюн.
В зависимост от височината на листа от основата на растението, неговите характеристики се променят и по този начин те ще бъдат използвани за свързващ елемент или за пълнеж. Креолните растения имат 6 или 7 чифта листа, класифицирани като;
- Лихеро (Ligero)
- Секо (Seco)
- Воладо (Volado)
- Свързващ елемент (capote)

Листата разположени в подножието на растението (volado) предлагат по-мек вкус, тъй като са най-дълго време от деня засенчени (но тяхната функция е по скоро да осигурят доброто, равномерно горене на пурата). По-нагоре листата са по-силни, тъй като са по-изложени на слънчева светлина. Листата от средната част (seco),са по ароматни и обикновено те допринасят най-много за ароматът на пурата. Листата от най-горната част, които са най-много изложени на слънчевата светлина (volado), са и най-силните и допринасят за силата на пурата.
Необходим е вид тютюнев лист, който да осигурява присъщите характеристики на пурата, следователно се изискват листа с висок химичен състав, относително високо съдържание на никотин, силен аромат и тяло, интензивен аромат, съдържание на етерични масла и смоли, висока еластичност. И добра горимост. Пълнежът в качествени пури, е оформен с дълги тютюневи листа, които заемат цялата дължина на пурата, така че тя да има същия аромат по цялата си дължина, а пепелта й да има консистенция. Има разлики в начинът на подреждане на листата за пълнеж между Куба и другите държави производители.При  механизираните пури пълнежът се състои от листа, нарязани на малки парченца.
Пълнежът е сърцето на пурата и съдържа три различни вида тютюн: Лек, (ligero) идва от горната част на растението, придава сила на аромата на пурата; Сух (seco), той се получава от центъра на растението и е това, което осигурява аромата на пурата;  Volado са листата на долната част на растението и осигуряват запалимостта на пурата. Сместа от тези видове тютюни се нарича лигада (ligada). Тази комбинация от тютюневи листа за всяка пура представлява така наречената рецепта на майсторите и е формулата за състава на всяка пура, получена според спецификациите, определени от сместа на различни листа, които съставляват пурата, в зависимост от сорта на растението, мястото което заемат листата по височината на растението,географския произход.
Характерът на една пура зависи от тази смес, която може да включва листа от различни страни, различни реколти и години.

## Аксесоари за пури
- Хумидори – Хумидорът е специална кутия за пури в която пурите да запазят вкуса си. Хумидорите най-често са изработени от кедрово дърво. Оборудвани са с овлажнител и калибриран влагометър.
- Резачки за пури – Пурата трябва да бъде изрязана с прецизен бърз разрез. Това може да се осигури с резачката за пури. Има 3 вида резачки за пури най-разпространения е гилотина.
- Запалки за пури – Запалките за пури биват най-вече газови или бутанови, за да не развалят вкуса на пурата. Друг вариант е специален кибрит с клечки от кедрово дърво.
- Пепелник – Тъй като пурата не се изгася тя просто се оставя да изгасне в пепелник е нужен и специален пепелник. Пепелникът е по-масивен и често е само за една максимум две пури.

## Форма и размери
| Формат                     | Тегло, g | Размер, mm (дължина x диаметър) |
| -------------------------- | -------- | ------------------------------- |
| Gran Corona                | 47       | 235 x 18,65                     |
| Double Corona (Prominente) | 49       | 194 x 19,45                     |
| Churchill (Julieta 2)      | 47       | 178 x 18,65                     |
| Dalia                      | 43       | 170 x 17,07                     |
| Piramide                   | 52       | 156 x 20,64                     |
| Campana                    | 52       | 140 x 20,64                     |
| Robusto                    | 50       | 124 x 19,84                     |
| Lonsdale (Cervante)        | 42       | 165 x 16,67                     |
| Corona Gorda               | 46       | 143 x 18,26                     |
| Corona Grande              | 42       | 155 x 16,67                     |
| Corona                     | 42       | 142 x 16,67                     |
| Petit Corona (Mareva)      | 42       | 129 x 16,67                     |
| Minuto                     | 42       | 110 x 16,67                     |
| Laguito №1                 | 38       | 192 x 15,08                     |
| Laguito №2                 | 38       | 152 x 15,08                     |
| Laguito №3                 | 26       | 115 x 10,32                     |
| Demi Tasse (Entreacto)     | 32       | 100 x 12,70                     |
| Panetela Larga             | 28       | 175 x 11,11                     |

## Известни марки пури
- Bolivar
- Cohiba
- Cuaba
- El Rey del Mundo
- H.Upmann
- Hoyo de Monterrey
- Jose L.Piedra
- Juan Lopez
- Fonseca
- La Gloria Cubana
- La Flor del Cano
- Montecristo
- Partagas
- Punch
- Por Larrañaga
- Rafael Gonzalez
- Ramon Allones
- Romeo y Julieta
- Saint Luis Rey
- San Cristobal de la Habana
- Sancho Panza
- Trinidad
- Vegueros
- Vegas Robaina
- Vegafina
- Arturo Fuente
- Padron
- Rocky Patel
- Davidoff
- Kristoff